# Kentarō Haneda
Kentarō Haneda (羽田 健太郎, Haneda Kentarō, Tóquio, 12 de janeiro de 1949 — Shinjuku, 2 de junho de 2007), também conhecido como Haneken, foi um pianista, compositor e arranjador japonês de bandas sonoras de animés, filmes e jogos eletrónicos.
Em 1977, ele criou a banda fictícia The Mystery Kindaichi Band.

## Biografia
Nascido em Tóquio, no Japão, Kentarō Haneda lecionou no Conservatório de Música de Tóquio e graduou-se na Escola de Música Toho Gakuen. Ele ficou conhecido por compor a banda sonora do jogo eletrónico Wizardry, que foi portado para as consolas NES e SNES pela editora ASCII Corporation no início da década de 1990 e também das séries Chōjikū Yōsai Macross, Hadashi no Gen, Ys Symphony, Symphony Sorcerian e Genso Suikoden Ongaku-shu.
Kentarō Haneda morreu de cancro do fígado (hepatocarcinoma) aos cinquenta e oito anos, no dia 2 de junho de 2007.

## Discografia
com a The Mystery Kindaichi Band
- 1977 - The Adventures of Kindaichi Kosuke

## Composição de Trilhas-sonoras

### Animés
- A Ilha do Tesouro (1978)
- Uchū Senshi Baldios (1980)
- Manga Mito Kōmon (1981)
- Kagaku Kyūjo-tai TechnoVoyager (1982)
- Cobra (1982)
- Chōjikū Yōsai Macross (1982)
- Chōjikū Seiki Orguss (1983)
- Uchū Senkan Yamato: Kanketsu-hen (filme, 1983)
- Hadashi no Gen (filme, 1983)
- God Mazinger (1984)
- Daishizen no Majū Bagi (telefilme, 1984)
- The Super Dimension Fortress Macross: Do You Remember Love? (filme, 1984)
- Meitantei Holmes (1984)
- Odin: Koshi Hansen Starlight (filme, 1985)
- Onegai! Samia-don (1985)
- Kikō Senki Dragonar (1987, com Toshiyuki Watanabe)
- Project A-ko 4: Kanketsuron (OAV, 1989)
- Oniisama e (1991)
- Doraemon: O Filme - E o Império Maia (filme, 2000)

### Jogos eletrónicos
- Série Wizardry (Famicom e Super Famicom)
- Suikoden

### Super Sentai
- Bakuryuu Sentai Abaranger (2003)